# Alessandro Moreschi
Alessandro Moreschi (11. listopadu 1858 Monte Compatri – 21. dubna 1922 Řím) byl italský sopranista-kastrát. Byl pravděpodobně posledním kastrátem v hudební tradici a také jediný kastrát, od něhož se dochovaly zvukové nahrávky.

## Život
Moreschi se narodil v Monte Compatri poblíž Říma do velké katolické rodiny. Kastraci podstoupil pravděpodobně brzy po narození ze zdravotních důvodů.
Velmi rád zpíval v místní kapli, jeho talentu si povšiml člen sboru Sixtinské kaple Nazareno Rosati. V roce 1870 se stal členem sboru chrámu San Salvatore in Lauro, v roce 1873 jeho prvním sopránem. Brzy se po složitém přijímacím ceremoniálu stal sopranistou ve sboru Sixtinské kaple.
Za svého života byl jako poslední kastrát velmi známý, ač jeho pěvecké kvality byly dle pozdějšího hodnocení spíše průměrné a s věkem se zhoršovaly. V roce 1902 pořídil první sólové gramofonové nahrávky (celkem jich pořídil asi sedmnáct, nejslavnější a patrně nejreprezentativnější z nich je Gounodovo Ave Maria; dochovalo se také několik nahrávek celého sboru kaple, v němž je patrně zahrnut i Moreschi).
V roce 1913 odešel do důchodu, zemřel v Římě patrně na zápal plic.